# Horst Westkämper
Horst Westkämper (* 29. Februar 1936 in Letmathe, heute Stadt Iserlohn) ist ein deutscher Politiker (CDU).

## Leben
Nach seiner Ausbildung zum Industriekaufmann 1956 absolvierte Westkämper ein berufsbegleitendes Fortbildungsstudium zum Krankenkassenbetriebswirt. Während dieser Zeit arbeitete er bei verschiedenen Krankenkassen. Von 1966 bis 2002 arbeitete er bei der IKK Solingen, von 1979 bis 1995 als Geschäftsführer und von 1995 bis 2002 als Regionaldirektor der IKK Nordrhein in Solingen.
Seit dem 1. März 2002 arbeitet er als selbstständiger Unternehmensberater. 
Horst Westkämper ist seit 1967 Mitglied der CDU, war Vorsitzender des CDU-Kreisverbandes Solingen von 1995 bis 2005, stellvertretender Vorsitzender des Bezirks Bergisch Land der CDU seit 1999. Er war von 1982 bis 1990 Vorsitzender der Mittelstandsvereinigung der CDU Kreisverband Solingen, 1986 bis 1990 Mitglied im Vorstand der Landesmittelstandsvereinigung. Er war Mitglied des Rates der Stadt Solingen von 1969 bis 2003 und dort von 1988 bis 1994 Fraktionsvorsitzender der CDU. Er war Mitglied der Landschaftsversammlung Rheinland von 1999 bis 2003.
Er ist 1. stellvertretender Vorsitzender des Verwaltungsrates der Sparkasse Solingen.
Horst Westkämper war Abgeordneter des Landtags Nordrhein-Westfalens vom 1. Oktober 1999 bis 1. Juni 2000 und erneut seit dem 1. November 2002. Bei der Landtagswahl am 22. Mai 2005 wurde er in seinem Wahlkreis 34 Solingen I direkt in den Landtag gewählt. Bei der Landtagswahl 2010 trat er nicht mehr an.
Westkämper ist verheiratet und hat sieben Kinder.